# Wright Company
La Wright Company fu l'azienda statunitense di costruzioni aeronautiche facente capo ai fratelli Wilbur e Orville Wright. Fondata il 22 novembre 1909 con sede a New York e con una fabbrica aperta a Dayton, rimase attiva fino al settembre 1916 – quando, fondendosi con la Glenn L. Martin Company, diede vita alla Wright-Martin.